# Grotta di Lourdes (Città del Vaticano)
La grotta di Lourdes che si trova nei Giardini Vaticani, nella Città del Vaticano, è il rifacimento della grotta di Massabielle a Lourdes.
Ogni 31 maggio, a conclusione della processione di chiusura del mese mariano, il papa si reca nella grotta e celebra la messa.

## Storia
La grotta di Lourdes venne donata il 1º giugno 1902 dal vescovo di Tarbes François-Xavier Schoepfer a papa Leone XIII nel penultimo anno del suo pontificato. La riproduzione venne costruita dall'architetto dei Sacri palazzi apostolici, Costantino Sneider.
I costi della costruzione vennero coperti da un finanziamento mondiale dei missionari dell'Immacolata Concezione. All'inaugurazione, oltre a papa Leone XIII, era presente il vescovo Schoepfer.
Alla grotta fu aggiunta, poco tempo dopo, la riproduzione in scala ridotta di tutta la zona intorno alla chiesa, compresa una guglia fiancheggiata da due rampe di scale. Il 28 marzo 1905 venne solennemente inaugurata dal Pio X.
Pio XI decise la demolizione della guglia che era pericolante a solo 28 anni dalla costruzione, nell'anno della canonizzazione di Bernadette Soubirous.
Durante gli anni trenta venne utilizzata dal corpo militare pontificio della Guardia palatina d'onore dopo il rito religioso e il giuramento delle nuove reclute che entravano in servizio.
Nel 1960 il vescovo di Tarbes e Lourdes Pierre-Marie Théas donò l'altare che era stato luogo delle apparizioni a papa Giovanni XXIII.
Nel 1962 papa Giovanni XXIII sistemò la grotta nel modo attuale demolendo le due scale laterali.